# Oum El Adhaim
Oum El Adhaim est une commune de la wilaya de Souk Ahras en Algérie.

## Géographie

### Situation
Le territoire de la commune d'Oum El Adhaim se situe au sud-ouest de la wilaya de Souk Ahras.
| Safel El Ouiden | Sedrata, Ragouba      | Ragouba      |
| Safel El Ouiden | Oum El Adhaim         | M'daourouch  |
| Terraguelt      | ? (Wilaya de Tébessa) | Oued Keberit |

### Localités de la commune
La commune d'Oum El Adhaim est composée de vingt-une localités :
- Bir Hadj Tayeb Bridaa
- Bourakaz
- Bouramali
- Chaaba Bayda
- Dhar Oum El Adheim
- Djenane
- El Babouche
- El Hofra
- Fedj Djebssa
- Fedj Segoub
- Gourbi Debbache
- Gabel Oum El Adheim
- Griamzi Gabel Friha
- Kouidiet
- Kouidiet Lalamet
- Mabdouaa
- Ras Bouroumli
- Oum Dhoubouaa
- Ras Aïn Snob Centre
- Retba
- Selfef